# Neath (stacja kolejowa)
Neath – stacja kolejowa w Neath, w hrabstwie Neath Port Talbot, w Walii, w Wielkiej Brytanii. Stacja znajduje się na poziomie ulicy, na Windsor Road w centrum miasta Neath. Tuż obok dworca kolejowego znajduje się dworzec autobusowy, które obsługiwane są przez National Express.

## Historia
Stacja kolejowa Neath jest jedną z czterech pierwotnych stacji kolejowych w Neath, oraz nosiła nazwę Neath General przed nacjonalizacją. Neath Canalside obsługiwała Rhondda and Swansea Bay Railway dopóki jej nie zamknięto w 1963 roku. Neath Riverside (niekiedy także znana jako Neath Bridge Street i Neath Low Level), obsługiwała pociągi do Brecon i Swansea przez Swansea and Neath Railway, oraz przystanek Neath Abbey.
Na przełomie 2009/10 z usług stacji skorzystało 0,762 mln pasażerów.